# Estola marmorata
Estola marmorata là một loài bọ cánh cứng trong họ Cerambycidae.